# イラーリオ・カスタニェール
- イラーリオ・カスタニェル

イラーリオ・カスタニェール（Ilario Castagner,1940年12月18日 - 2023年2月18日）は、イタリアのヴィットリオ・ヴェネト出身の元サッカー選手でサッカー指導者。

## 経歴
選手時代はレッジャーナ、ペルージャなどでプレーした。
現役引退後アタランタのユース監督を経て、1974年から選手時代にプレーしたペルージャ監督に就任、1978-79シーズンには優勝したACミランに及ばなかったもののチームをリーグ戦無敗、セリエAで2位に導くサプライズを起こした。その後はACミラン、インテルも指揮した。
1997-98シーズン、セリエBに落ちていたペルージャをシーズン途中から指揮、リーグ戦で12試合無敗とチームを立て直し、プレーオフの末にセリエA再昇格へと導いた。1998-99シーズン開幕前、ワールドカップフランス大会での中田英寿のプレーを見て、ペルージャの会長に獲得を進言、中田は実際にペルージャに加入した。しかし、シーズン途中に辞任した。
2023年2月18日にペルージャで死去した。

## 獲得タイトル
指導者

### ペルージャ
- セリエB: 1974-75
- UEFAインタートトカップ : 1978

### ACミラン
- セリエB : 1982-83

### アスコリ
- ミトローパ・カップ : 1986-87

個人
- セミナトーレ・ドーロ（イタリア語版） : 1974-75, 1978-79